# If I Had You
«If I Had You» — третий сингл финалиста восьмого сезона шоу American Idol Адама Ламберта с его дебютного альбома For Your Entertainment. Авторами песни стали Макс Мартин, Карл Юхан Шустер (Shellback) и Саван Котеча. Сингл вышел 5 мая 2010 года.

## Видеоклип
Премьера видеоклипа состоялась 14 июня 2010 года на канале VH1. Режиссёром клипа стал Брайан Барбер; стилистика видео была навеяна фестивалем Burning Man, в котором незадолго до этого участвовал Адам Ламберт.. В обзоре MTV клип описывается как «тотальное великое празднование», на котором собрались люди всех рас, цветов, верований и взглядов. По мнению рецензента MTV, видео говорит о том, что «человечество может оставить в стороне все различия и просто танцевать».
В видеоклипе на несколько секунд появляются Эллисон Ираэта,, Kesha, Cheeks, Элисон Портер.

## Список композиций
Digital EP
| №  | Название                                | Длительность |
| -- | --------------------------------------- | ------------ |
| 1. | «If I Had You» (Radio Mix)              | 3:46         |
| 2. | «If I Had You» (Jason Nevins Radio Mix) | 3:45         |
| 3. | «If I Had You» (Instrumental Version)   | 3:43         |

 CD сингл
| №  | Название                              | Длительность |
| -- | ------------------------------------- | ------------ |
| 1. | «If I Had You»                        | 3:47         |
| 2. | «If I Had You» (Instrumental Version) | 3:46         |

/ Digital EP «The Remixes»
| №  | Название                                              | Длительность |
| -- | ----------------------------------------------------- | ------------ |
| 1. | «If I Had You» (Radio Mix)                            | 3:46         |
| 2. | «If I Had You» (Jason Nevins Extended Mix)            | 6:44         |
| 3. | «If I Had You» (Jason Nevins Robotronic Extended Mix) | 6:17         |
| 4. | «If I Had You» (Dangerous Muse Remix)                 | 5:51         |
| 5. | «If I Had You» (Morgan Page Extended Remix)           | 7:53         |

## Персонал
- Авторы песни — Макс Мартин, Shellback (Карл Йохан Шустер), Саван Котеча
- Продюсеры — Макс Мартин, Shellback, Кристиан Лундин
- Клавишные — Макс Мартин, Shellback
- Гитара и бас-гитара — Shellback
- Звукозапись — Макс Мартин, Shellback, Брайан Уорик
- Сведение — Сербан Генеа
- Звукорежиссёр — Джон Хейнс
- Ассистент звукорежиссёра — Тим Робертс[4]

## Позиции в чартах
Песня получила известность в США благодаря живым выступлениям Ламберта в The Ellen DeGeneres Show (19 мая 2010) и The Tonight Show with Jay Leno (21 мая 2010).
По данным на 1 декабря 2010 года, было продано 659000 цифровых копий сингла «If I Had You» в США. Песня заняла 30 место в Billboard Hot 100. Наибольших успехов она добилась в Венгрии, где поднялась на 1 место.
| Чарт (2010)               | Лучший результат |
| ------------------------- | ---------------- |
| Australian Singles Chart  | 4                |
| Canadian Hot 100          | 8                |
| Finnish Singles Chart     | 9                |
| German Singles Chart      | 36               |
| Hungarian Airplay Chart   | 1                |
| New Zealand Singles Chart | 7                |
| Poland Airplay Top 100    | 8                |
| Billboard Hot 100         | 30               |
| Mainstream Top 40         | 16               |

| Чарт (2010)      | Позиция |
| ---------------- | ------- |
| Canadian Hot 100 | 34      |

| Страна         | Статус     |
| -------------- | ---------- |
| Австралия      | Платиновый |
| Новая Зеландия | Золотой    |